# Cool Boarders 2001
Cool Boarders 2001 est un jeu vidéo de snowboard développé par Idol Minds et édité par Sony Computer Entertainment, sorti en 2000 sur PlayStation et PlayStation 2.